# Begonia burttii
Espèce
Begonia burttii est une espèce de plantes de la famille des Begoniaceae.
Elle a été décrite en 2007 par Ruth Kiew (1946-…) et Sang Julia.